# Sreten Damjanović

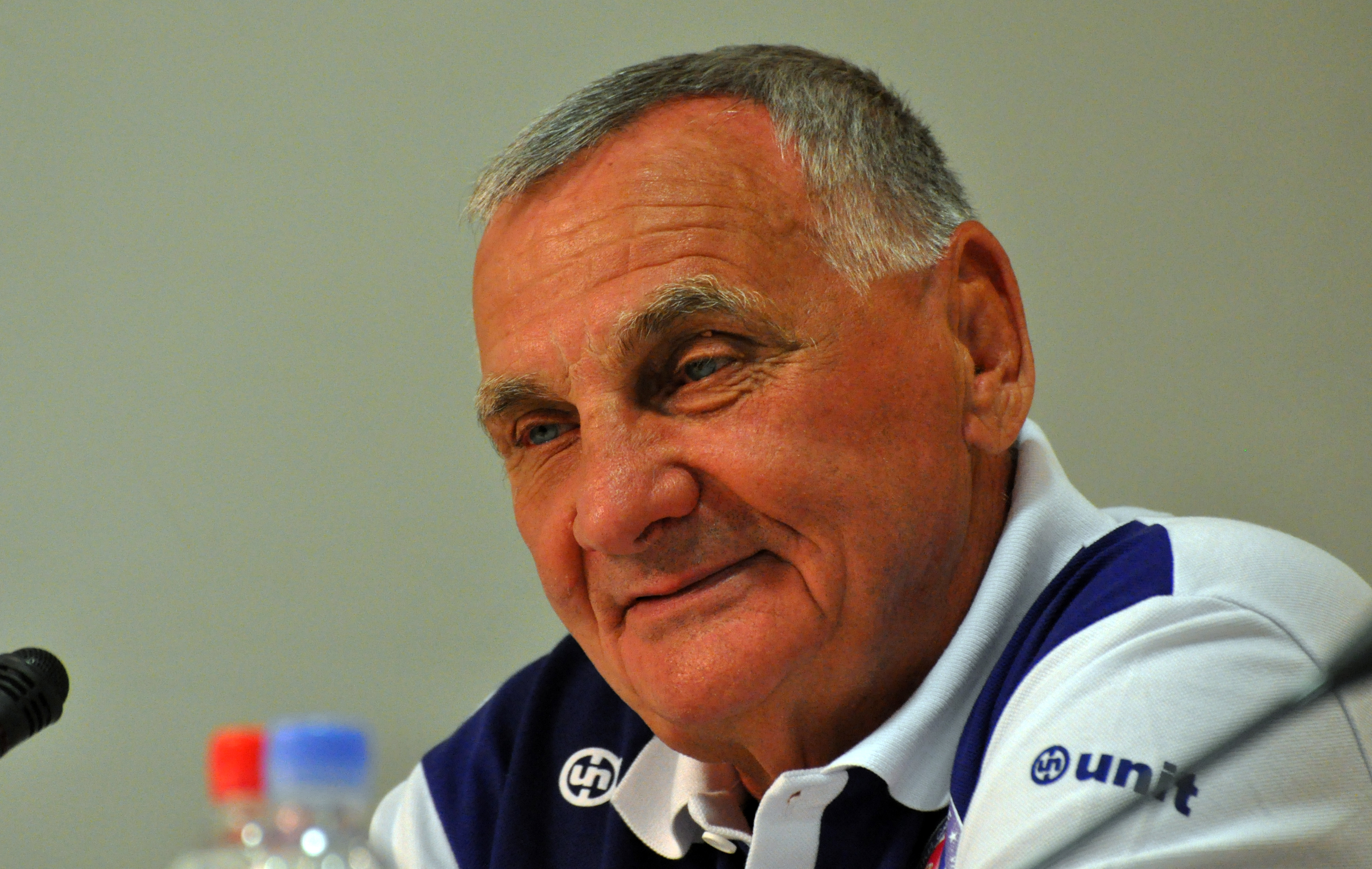

Sreten Damjanović (* 10. Oktober 1946 in Belgrad) ist ein ehemaliger jugoslawischer Ringer, Europameister 1969 und Weltmeister 1971 im griech.-röm. Stil im Leichtgewicht.

## Werdegang
Sreten Damjanović stammt, wie viele jugoslawische Spitzenringer jener Jahre, aus der Vojvodina. Er kam dort mit 12 Jahren zum Ringen und startete für den Ringsportclub RK „Spartak“ Subotica. Nach ersten größeren Erfolgen wurde er zum Sportclub „Vojvodina“ Novi Sad delegiert. Damjanović wuchs dort zu einem hervorragenden Ringer im griech.-röm. Stil heran. 1967 erfolgte sein erster internationaler Einsatz bei den Mittelmeerspielen in Tunis, wo er hinter dem Türken Hizir Alakoc im Federgewicht den 2. Platz belegte.
1967 erfolgte auch sein erster Start bei einer Europameisterschaft. In Bukarest musste er aber, wieder im Federgewicht startend, noch Lehrgeld bezahlen und kam nur auf den 12. Platz. Bei der Europameisterschaft 1968 in Västerås schnitt er mit einem 5. Platz im Federgewicht schon bedeutend besser ab. Bei den Olympischen Spielen des gleichen Jahres in Mexiko-Stadt gelang Damjanović aber nur ein Sieg, so dass er sich mit dem 12. Platz begnügen musste.
Ab 1969 folgten aber dann sehr erfolgreiche Jahre für Damjanović. Er startete nunmehr im Leichtgewicht, musste nicht mehr so viel abtrainieren und konnte deshalb kräftemäßig mit seinen Konkurrenten besser mithalten. Dies zeigte sich schon bei der Europameisterschaft 1969 in Modena, wo er erstmals einen internationalen Titel gewann. Bei der Europameisterschaft 1970 in Berlin war er ebenfalls sehr erfolgreich, denn er wurde Vizeeuropameister. Dabei gelang ihm ein bemerkenswerter Sieg über den rumänischen Weltmeister Simion Popescu. Außerdem rang er gegen Klaus-Peter Göpfert aus der DDR und Juri Kosin aus der UdSSR unentschieden.
1971 gelang Damjanović dann bei der Weltmeisterschaft in Sofia der größte Erfolg seiner Laufbahn. Er wurde Weltmeister im Leichtgewicht. Er besiegte dabei wiederum Simion Popescu und auch den sowjetischen Weltmeister und Olympiasieger Roman Rurua. Bei den Olympischen Spielen 1972 in München blieb Damjanović allerdings ein größerer Erfolg versagt. Er gewann zunächst zwei Kämpfe, rang aber dann gegen den bundesdeutschen Meister Manfred Schöndorfer nur unentschieden und verlor gegen den Japaner Tanoue Takashi, was sein vorzeitiges Ausscheiden bedeutete.
Sehr erfolgreich war Damjanović aber noch einmal im Jahre 1973. Zunächst belegte er bei der Europameisterschaft in Helsinki den 3. Platz und dann wurde er in Teheran hinter dem sowjetischen Sportler Schamil Chisamutdinow Vizeweltmeister im Leichtgewicht.
In den nächsten vier Jahren hatte er, von seinem Sieg bei den Mittelmeerspielen 1975 abgesehen, keine großen internationalen Erfolge mehr.
Sreten Damjanović beendete 1976 seine internationale Ringerlaufbahn und wirkte danach als Trainer in Subotica.

## Internationale Erfolge
OS = Olympische Spiele, WM = Weltmeisterschaft, EM = Europameisterschaft, GR = griech.-röm. Stil, Fe = Federgewicht, damals bis 63 kg Körpergewicht, Le = Leichtgewicht, damals bis 68 kg Körpergewicht
- 1967, 2. Platz, Mittelmeerspiele in Tunis, GR, Fe, hinter Hizir Alakoc, Türkei u. vor Lazaridis, Griechenland;
- 1967, 12. Platz, WM in Bukarest, GR, Fe, nach Unentschieden gegen Czeslaw Korzeń, Polen u. Fritz Schrader, BRD u. einer Niederlage gegen Metin Alakoc;
- 1968, 5. Platz, EM in Västerås, GR, Fe, mit Siegen über Jacky Bressoud, Frankreich, Leif Freij, Schweden u. Gustav Berger, Österreich, einem Unentschieden gegen Martti Laakso, Finnland u. einer Niederlage gegen Juri Grigorjew, UdSSR;
- 1968, 12. Platz, OS in Mexiko-Stadt, GR, Fe, mit einem Sieg über József Ruznyak, Ungarn, einem Unentschieden gegen Kim Il-Jong, Südkorea u. einer Niederlage gegen Roman Rurua, UdSSR;
- 1969, 1. Platz, EM in Modena, GR, Le, mit Siegen über Frank Solberg, Norwegen, Piero Bellotti, Italien u. Kauno Määtta, Finnlandu, Unentschieden gegen Vahap Pehlivan, Türkei u. Matti Poikala, Schweden;
- 1969, 2. Platz, WM in Mar del Plata, GR, Le, mit Siegen über Kazem Gholani, Iran u. Kauno Määtta, Finnland u. Unentschieden gegen Simion Popescu, Rumänien, Klaus Rost, BRD u. Juri Grigorjew, UdSSR;
- 1970, 2. Platz, EM in Berlin, GR, Le, mit Siegen über Matti Poikala, Miroslav Dolgowics, Polen u. Simion Popescu u. Unentschieden gegen Klaus-Peter Göpfert, DDR u. Juri Kosin, UdSSR;
- 1970, 4. Platz, WM in Edmonton, GR, Le, m. Siegen über Abdul Tahim Ali Tannehill, USA u. Matti Poikala und Unentschieden gegen Stefan Krastew, Bulgarien u. Tanoue Takashi, Japan;
- 1971, 1. Platz, Mittelmeerspiele in Izmir, GR, Le, vor Seyit Hisirli, Türkei u. Nikolaos Kourams, Griechenland;
- 1971, 1. Platz, WM in Sofia, GR, Le, mit Siegen über Tage Weirum, Dänemark, Weisbaum, SI, Simion Popescu, Roman Rurua u. Tanoue Takashi u. Unentschieden gegen Stojan Apostolow, Bulgarien u. Klaus-Peter Göpfert;
- 1972, 3. Platz, Turnier in Minsk, GR, Le, hinter Stojan Apostolow u. Umerow, UdSSR;
- 1972, 8. Platz, OS in München, GR, Le, mit Siegen über Mohamed Bahamou, Marokko u. Antal Speer, Ungarn, einem Unentschieden gegen Manfred Schöndorfer, BRD u. einer Niederlage gegen Tanoue Takashi;
- 1973, 3. Platz, EM in Helsinki, GR, Le, mit Siegen über Antal Steer, Eugen Hupcă, Rumänien, Manfred Schöndorfer und Andrzej Supron, Polen, einem Unentschieden gegen Jacques Van Lancker, Belgien und Niederlagen gegen Schamil Chisamutdinow, UdSSR u. Nedko Nedew, Bulgarien;
- 1973, 2. Platz, WM in Teheran, GR, Le, mit Siegen über Kader Riad, Libanon, Jacques Van Lancker u. Manfred Schöndorfer, Unentschieden gegen Heinz-Helmut Wehling, DDR u. Nedko Nedew u. einer Niederlage gegen Schamil Chisamutdinow;
- 1974, 11. Platz, EM in Madrid, GR, Le, nach Niederlagen gegen Binjo Tschifudow, Bulgarien u. Jorma Talvitie, Finnland;
- 1974, unpl., WM in Kattowitz, GR, Le, Aufgabe wegen Verletzung nach einem Sieg über Ioannis Mavraganis, Griechenland u. einer Niederlage gegen Andrzej Supron;
- 1975, 1. Platz, Mittelmeerspiele in Algier, GR, Le, vor Mustapha El-Fikri, Ägypten u. Erol Mutlu, Türkei;
- 1975, unpl., WM in Minsk, GR, Le, Aufgabe wegen Verletzung im ersten Kampf gegen Andrzej Supron;
- 1976, 11. Platz, EM in Leningrad, GR, Le, mit einem Sieg über Hans Brötzner, Österreich u. Niederlagen gegen Heinz-Helmut Wehling u. Ștefan Rusu, Rumänien